# Игор Радин
Игор Радин (словен. Igor Radin; Нови Сад, 1. мај 1938 − Љубљана, 27. септембар 2014) био је југословенски и словеначки хокејаш на леду и веслач и репрезентативац Југославије у оба спорта.
Радин је био члан веслачког клуба Љубљаница из Љубљане и учествовао је на ЛОИ 1960. у Риму где се такмичио као члан четверца са кормиларом. Целокупну хокејашку каријеру провео је у редовима љубљанске Олимпије, а као члан сениорске репрезентације Југославије наступио је и на ЗОИ 1964. у Инзбруку. Радин је тако постао први словеначки и први (и једини) југословенски спортиста који је наступио и на летњим и на зимским олимпијским играма.